# Сдаться ты всегда успеешь
Сдаться ты всегда успеешь — сингл украинской певицы Тины Кароль, выпущенный 11 ноября 2015 года. Композиция вошла в сборник «Плейлист весны». В 2016 году, песня стала саундтреком к телесериалу «Хозяйка».

## Описание
«Сдаться ты всегда успеешь» — песня о том, что не надо сдаваться, не надо опускать руки. Уже десять лет Тина Кароль покоряет сцену своей лирической, душевной музыкой. Не выходя за рамки своего любимого драматического образа, певица представила песню и снялась в новом клипе «Сдаться ты всегда успеешь». 
“Песня лежала «на полке» три года. Так бывает с песнями. Несмотря на то, что композиция мне очень нравилась, я чувствовала, что сейчас не ее время. И вот, пообщавшись с генеральным продюсером «1+1 Продакшн» Викторией Лезиной, я отправила ей несколько песен. И она выбрала именно эту в качестве саунд-трека. Это первый раз, когда песню выбираю не я сама. Мне понравился этот эксперимент». Рассказала Тина Кароль.
Своей новой видеоработой певица просит украинцев поднять голову вверх и двигаться вперед, не сдаваясь и не падая духом.
Песня стала саунд-треком к новому украинскому сериалу «Хозяйка», который выйдет на телеэкраны весной 2016 года.

## Видео
Сюжет клипа отображает суть самой песни: сдаваться никогда нельзя. Ни одна видеоработа певицы не обходилась без символизмов. Так и в клипе «Сдаться ты всегда успеешь», Тина Кароль, олицетворяющая Силу и Веру, садится в поезд, который является прообразом судьбы.
Огонь в топке поезда, как символ жизненных испытаний, белый платок на голове певицы, который она снимает и выбрасывает в пропасть в знак того, что Тина никогда не сдаётся — в этих незначительных намеках режиссера, зритель сам найдет то, о чем так проникновенно поёт Кароль: «Сдаться ты всегда успеешь — главное, меня не отпускай».
Неслучайно в клипе были показаны обычные люди, в которых мы видим свои эмоции: в каком бы прообразе зритель себя не узнал — Тина Кароль всегда останется для него символом того, что надежда всегда есть, вера непоколебима, любовь вечна, а понятия сдаваться" не должно быть в жизни человека.
Съёмки киноработы заняли у режиссёрской группы четыре дня, ещё три — ушли до этого на подготовку и поиск локаций. Для ретро-стиля послевоенного времени для был задействован паровоз производства 47-года, который сейчас является уже музейным экспонатом.
Съёмки клипа, который больше похож на короткометражный фильм, проходили на Гуцульщине, в сёлах Ворохта, Рахов и Верховина.

## Список композиций
| №  | Название                    | Длительность |
| -- | --------------------------- | ------------ |
| 1. | «Сдаться ты всегда успеешь» | 4:44         |

## Текст
Слова песни Тина Кароль — Сдаться ты всегда успеешь:
За собой тебя позвала. 
Миллионов слов будет мало. 
Я вся для тебя. 
Клевером из четырех листьев. 
Ты вошел, как будто из скал. 
Наизусть в признаниях, мыслях. 
Шепчу про себя.
Сдаться, ты всегда успеешь. 
Нам для счастья многого не надо. 
Момент не упускай. 
Сдаться, ты всегда успеешь. 
Кто любовь найдет, кто потеряет. 
А ты, меня не отпускай.
По реке случайных событий. 
Всех ведет подруга-судьба. 
В мире этом столько открытий. 
И все для тебя. 
Пусть порой теряются мысли. 
Некого на помощь позвать. 
В белой полосе твои вены. 
Рукою подать.
Сдаться, ты всегда успеешь. 
Нам для счастья многого не надо. 
Момент не упускай. 
Сдаться, ты всегда успеешь. 
Кто любовь найдет, кто потеряет. 
А ты, меня не отпускай.
Сдаться, ты всегда успеешь. 
Нам для счастья многого не надо. 
Момент не упускай... 
Не отпускай. 
Сдаться, ты всегда успеешь. 
Нам для счастья многого не надо. 
Момент не упускай. 
Сдаться, ты всегда успеешь. 
Кто любовь найдет, кто потеряет. 

## История релиза
| Регион | Дата           | Формат                      | Лейбл                 | Прим.  |
| ------ | -------------- | --------------------------- | --------------------- | ------ |
| Мир    | 11 ноября 2015 | Цифровая загрузка, стриминг | Самостоятельный релиз | [ 12 ] |
| СНГ    | 11 ноября 2015 | Радиоротация                | Самостоятельный релиз |        |
| СНГ    | 11 ноября 2015 | Радиоротация                | Самостоятельный релиз | [ 13 ] |

## Номинации и награды
| Год  | Награда         | Номинированная работа       | Категория         | Результат |
| ---- | --------------- | --------------------------- | ----------------- | --------- |
| 2016 | M1 Music Awards | «Сдаться ты всегда успеешь» | Золотой граммофон | Победа    |
| 2016 | Русское радио   | «Сдаться ты всегда успеешь» | Песня года        | Победа    |